# Henri Chaumat
Henri Chaumat (Lyon, 7 février 1867 - Paris 14e, 4 février 1942) est un physicien français.

## Biographie
Né dans une famille modeste, Henri Chaumat perd son père à l'âge de dix-huit ans. Après son certificat d'études, il obtient le brevet d'instituteur, puis est titulaire de trois licences ès sciences naturelles, physiques et mathématiques. Il est reçu premier au concours d'agrégation de physique en 1896, la même année que Henri Buisson.
Le 12 juin 1900 à Paris 9e, il épouse Fernande Marie Louise Lamy, une des nièces de Paul Painlevé, et gravit les divers échelons d'une brillante carrière universitaire, devenant sous-directeur de l'École supérieure d'électricité (Supélec), puis directeur et professeur titulaire de la chaire d'électricité industrielle au CNAM jusqu'en 1937.
Il est durant la Grande guerre secrétaire général de la Commission supérieure d'examen des inventions intéressant la Défense nationale, et membre de la commission pour la création de l'Institut d'optique théorique et appliquée (SupOptique).